# Louise Bryant
Louise Bryant (født 5. december 1885, død 6. januar 1936) var en amerikansk kunstner, forfatter, journalist og socialist, bl.a. kendt for sin dækning som journalist af 1. verdenskrig og den russiske revolution i 1917. I 1916 giftede hun sig med John Reed, en anden amerikansk forfatter og journalist, der er kendt for sin skildring af revolutionen i 10 dage der rystede verden.
Reeds og Bryants involvering i og journalistiske dækning af den russiske revolution er skildret i filmen Reds fra 1981, instrueret af Warren Beatty, der også selv spiller hovedrollen som John Reed. Bryants rolle spilles af Diane Keaton.